# Haven van Papendrecht
De Haven van Papendrecht is een havengebied in de Nederlandse plaats Papendrecht, provincie Zuid-Holland. De haven is onderdeel van bedrijventerrein Oosteind (59 ha netto). Er zijn vier havenbekkens: Johannahaven, Kooyhaven, Ketelhaven en Schaarhaven.
Tegenover de haven liggen de Merwedehavens van Dordrecht.